# Havárie vrtulníku v Leicesteru
V sobotu 27. října 2018 havaroval vrtulník Leonardo AW169 krátce po vzletu z King Power Stadium, domovského stadionu Leicester City FC. Na palubě bylo 5 lidí, včetně majitele klubu Vičaje Srivadtanaprapchy.
Britské oddělení vyšetřování leteckých nehod nehodu stále prověřuje. Bylo potvrzeno, že nikdo na palubě nepřežil a nikdo jiný při pádu zraněn nebyl.

## Let
Srivadtanaprapcha často létal na zápasy a ze zápasů Leicesteru vrtulníkem přistávajícím ve středu hřiště. Po zápase, jako obvykle, přistál uprostřed hřiště vrtulník, aby nabral Srivadtanaprapchu a další pasažéry. Vrtulník byl viděn, jak se připravuje ke vzletu v živém pozápasovém vysílání televize BT Sport. V tomto monentu již klubový autobus odvezl hráče hostujícího West Hamu zatímco realizační tým a hráči Leicesteru byli stále v šatnách a v ochozech ještě zbývalo několik fanoušků obou týmů. Se Srivadtanaprapchou byli na palubě ještě další 3 cestující.

## Nehoda
Vrtulník se vznesl ze středového kruhu krátce po 20. hodině tamního času (v ČR 21:00). Téměř okamžitě po opuštění stadionu se vrtulník začal točit a šel k zemi. Jeden z očitých svědků označil jako příčinu rozbitý rotor vrtulníku, další svědek řekl, že vrtulník spadl „jako kámen na podlahu“. Vrtulník spadl na parkoviště E, přibližně 200 metrů od stadionu. Trosky po pádu vzplanuly.

## Reakce
Zápas 2. anglické ligy žen mezi Leicesterem a Manchesterem United, který byl naplánován na neděli, byl odložen. Zápas Leicesteru v EFL Cupu proti Southamptonu, naplánovaný na úterý 30. října, a zápas Premier League International Cupu mezi juniorkou Leicesteru a Feyenoordem byly také odloženy. Odloženy byly také zápasy Oud-Heverlee Leuven, druholigového belgického klubu, který je druhým klubem vlastněným Srivadtanaprapchou.
30. října klub Leicester City FC založil knihu kondolencí a zařídil i její online verzi.